# Swanscombe and Greenhithe
Swanscombe and Greenhithe ist eine Gemeinde (civil parish) und Town im Borough of Dartford im Nordwesten der Grafschaft Kent in der Region South East England.
Die beiden Dörfer, die die Gemeinde bilden, liegen am Südufer der Themse.

## Geschichte
Archäologisch ist das Dorf Swanscombe durch den Fund des Swanscombe-Schädels in der Kiesgrube Barnfield Pit im Jahr 1933 bekannt geworden; die Grube war schon zuvor wegen zahlreicher altpaläolithischer Relikte bekannt. Bei dem Swanscombe-Schädel handelt sich um einen ca. 400.000 Jahre alten Schädel der Gattung Homo, der Homo heidelbergensis zugeschrieben wird, dem Vorläufer der Neandertaler. Aus der Zeit vor 100.000 Jahren stammen Skelettreste eines Europäischen Waldelefanten.
Siedlungsreste römischen und angelsächsischen Ursprungs lassen sich nachweisen, wie die einer römischen Landvilla und einer angelsächsischen Mühle. Eine dänische Befestigung konnte bei Bauarbeiten festgestellt werden. Eine Siedlung namens Suinescamp wird im Domesday Book von 1085 erwähnt.
Da dieser Teil von Kent durch Wilhelm den Eroberer eben nicht erobert wurde, hielten sich hier noch lange andere Tradition. Dies ist z. B. durch das Gavelkind-Monument nachgewiesen.
Die Gemeindegrenzen wurden seit dem 19. Jahrhundert mehrfach, aber nicht wesentlich geändert. Den heutigen Namen trägt der civil parish seit 1981. Zuvor lautete sein Name lediglich Swanscombe.

## Sehenswürdigkeiten
- Pfarrkirche St Peter and Paul in Swanscombe aus dem 13. Jahrhundert
- Ingress Abbey, Herrenhaus in Greenhithe, ursprünglich Anlage eines Dominikanerklosters, ab dem 19. Jahrhundert im neogotischen Stil umgestaltet

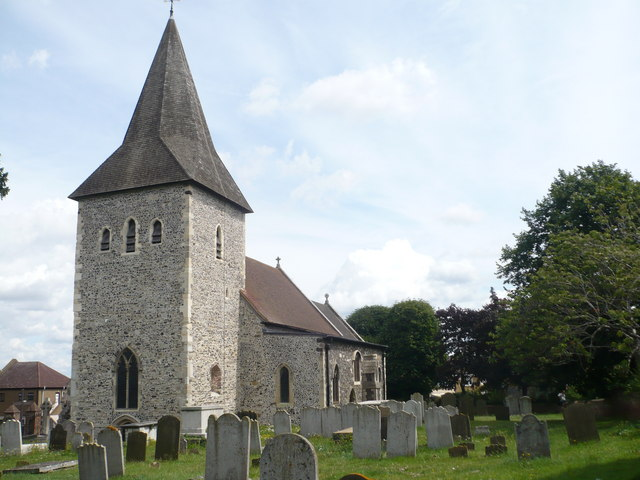
Peter-und-Paul-Kirche
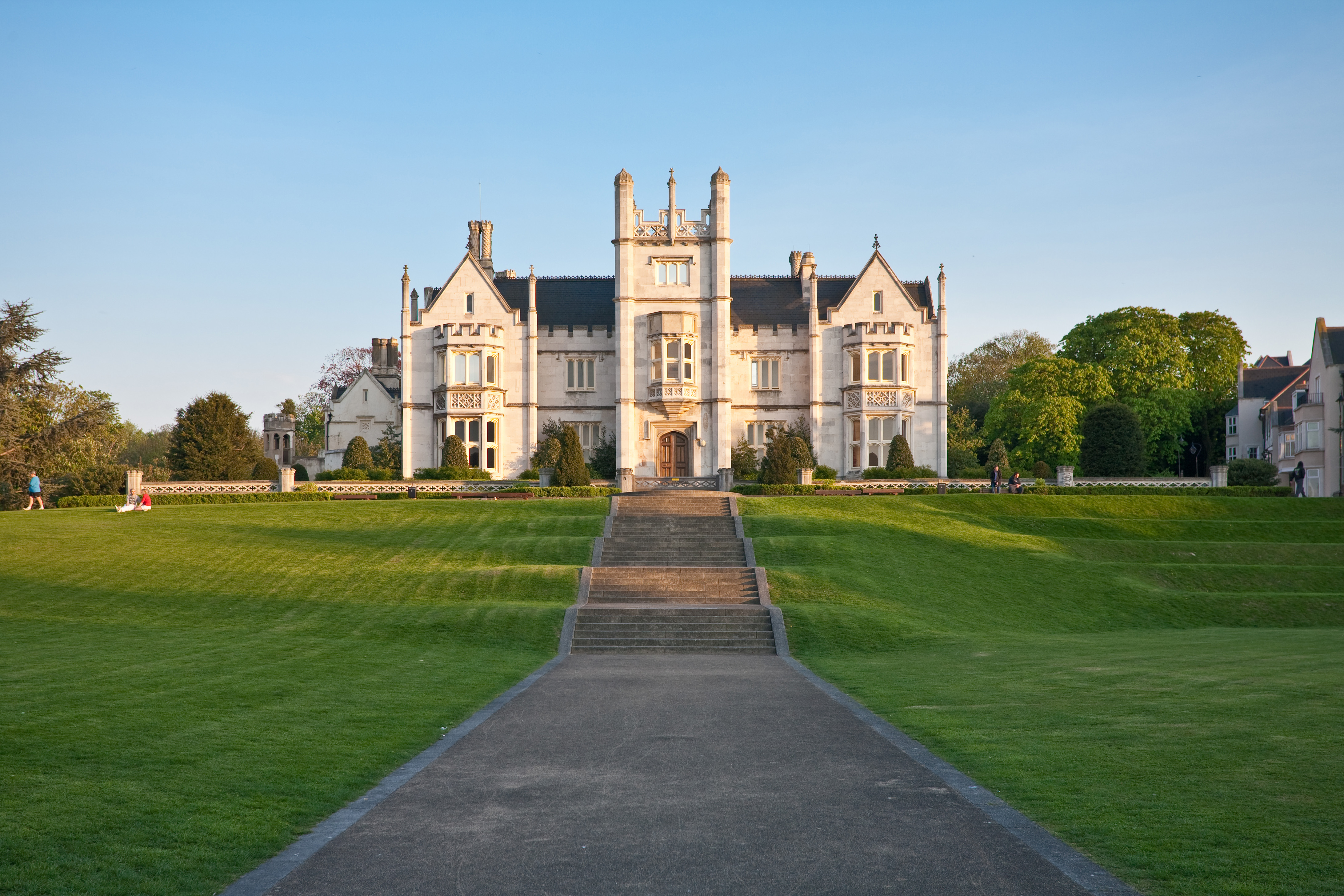
Ingress Abbey